# Sphenoptera coracina
Sphenoptera coracina es una especie de escarabajo del género Sphenoptera, familia Buprestidae. Fue descrita científicamente por Steven en 1830.

## Distribución
Habita en la región paleártica.